# Agnes Aanonsen
Agnes Aanonsen (nascido em 1966) é um luger da Noruega. Ela nasceu em Oslo, onde fez parte do o clube Lillehammer Bob- og Akeklubb. Ela competiu nos Jogos Olímpicos de Inverno de 1984.